# 日亞納鄉
44°24′N 22°43′E / 44.400°N 22.717°E
日亞納鄉（羅馬尼亞語：Comuna Jiana, Mehedinți），是羅馬尼亞的鄉份，位於該國西南部，由梅赫丁茨縣負責管轄，面積66平方公里，海拔高度115米，2007年人口4,859，人口密度每平方公里74人。